# Besa Kokëdhima
Besa Kokëdhima (nascuda el 29 de maig de 1986), també coneguda amb el monònim de Besa, és una cantant albanesa. El 2013, va guanyar la 15a edició de Kënga Magjike. Va representar Albània al Festival de la Cançó d'Eurovisió 2024 amb la cançó "Titan".

## Vida i carrera
Kokëdhima va néixer el 29 de maig de 1986 en el si d'una família albanesa a la ciutat de Fier que aleshores formava part de la República Popular Socialista, l'actual Albània. Als 15 anys va emigrar al Regne Unit per cursar estudis superiors. El 2003, Besa va llançar la seva cançó de debut "Më Beso", que va ser escrita pel productor Florian Mumajesi, i va comptar amb el grup albanès recentment format Produkt 28. La cançó va rebre el premi Mikorofoni I Artë l'any 2003. Besa va estrenar el seu àlbum debut que es titulava Besa, el 2006. L'àlbum va ser escrit en col·laboració amb personalitats conegudes de la indústria musical albanesa, com Dorian Gjoni, Flori Mumajesi, Genti Lako, Andy DJ i Stine.
Besa ha participat en diversos concursos musicals, com ara Notafest, on va rebre el primer premi pel senzill de R&B "Lëshoje Hapin". El 2009, Besa va participar en la Selecţia Naţională a Romania per al Festival d'Eurovisió, amb la cançó en anglès "Nothin' Gonna Change", i va arribar a les semifinals. El 2010, Besa va competir al Top Fest i va guanyar el guardó a la millor cantant femenina amb el seu senzill "Kalorësi i Natës". Des del 2010, Besa ha llançat una sèrie de senzills i, inclòs el senzill "Fishekzjarre", el 2012, el senzill "Burning" el 2013 i "Zemrën Dot Nuk ta Lexoj" el 2014. Aquests senzills van tenir un èxit comercial i una bona acollida.
Besa ha publicat dos discos titulats Besa për Festat i Ti Je Festa Ime. Els temes anaven acompanyats de vídeos musicals amb Besa i l'Orquestra Nacional. L'àlbum també va incloure una versió de Nadal de la cançó "Tatuazh ne Zemer". El disc Ti Je Festa Ime va rebre crítiques positives, i un article va qualificar el disc com "un dels projectes més ben rebuts de l'any". També va guanyar el concurs musical Kënga Magjike el 2013. Besa va ser jutge al programa de televisió albanès The Voice of Albania des del 2017. Besa va debutar a França amb la seva balada francesa "En Equilibre" el juny de 2022. El senzill debut va rebre comentaris positius. "En Equilibre" és la primera cançó del seu següent àlbum de debut a la indústria musical francesa. El 2023, va ser seleccionada per competir al Festivali i Këngës amb la cançó "Zemrën n'dorë", on va guanyar la votació del públic i va ser seleccionada per representar Albània al Festival de la Cançó d'Eurovisió 2024. En el concurs, la cançó es va interpretar en una versió en anglès, titulada "Titan". A Eurovisió, no es va classificar per a la seva semifinal.